# Pogled (Moravče)
Pogled is een plaats in Slovenië en maakt deel uit van de gemeente Moravče in de NUTS-3-regio Osrednjeslovenska. De plaats telde 58 inwoners op 1 januari 2020.